# Елачич, Николай Александрович
Николай Александрович Елачич (1872—1938) — русский общественный деятель, секретарь Правления Общества объединённых петроградских православных приходов, участник «Петроградского процесса».

## Биография
Родился 25 апреля 1872 года[по какому календарю?] в Санкт-Петербурге, в дворянской семье: отец — Александр Францевич Елачич (1847—1916); мать — София Кирилловна, урождённая Холодовская (1851—1929) — родная тётя композитора И. Ф. Стравинского. После него в семье родились ещё четыре сына: Сергей (1874—1940), Михаил (1877—1922), Евгений (1882—1944), Гавриил (1894—1941).
В 1890 году окончил 6-ю Санкт-Петербургскую гимназию, затем — юридический факультет Санкт-Петербургского университета (1894). Карьеру следственного судьи он начал в Либаве, затем служил в Витебске.
Женился 3 февраля 1895 года на дочери действительного статского советника Я. П. Полонского, Наталье Яковлевне (18.08.1870—1929); у них было два сына: Николай (05.12.1895—24.07.1917) и Георгий (02.05.1897—01.04.1976).
В 1912 году в чине статского советника служил (до 1917 года) помощником статс-секретаря Государственного совета; был правителем канцелярии Верховного совета; с 1 января 1913 года — действительный статский советник, кавалер ордена Св. Анны 3-й степени. Был также прикомандирован к сенатору Манухину и работал в комиссии по расследованию ленских событий.
С 1918 года — секретарь Правления Общества православных приходов Петрограда. В 1920—1922 годах преподавал русский язык в петроградской Военно-броневой автомобильной школе. в апреле 1922 года был арестован по обвинению «сопротивление изъятию церковных ценностей». Петроградским губревтрибуналом по «Делу митрополита Вениамина» с обвинением «организация в преступную контрреволюционную группу, поставившую себе целью борьбу с Советской властью» (ст. 62, 119 УК РСФСР) 5 июля 1922 года был приговорён к расстрелу с заменой на 5 лет тюрьмы (находился на Шпалерной улице) без ограничении прав. Отбыл полтора года во «2-м Доме исправительно-трудового воспитания». В 1923 году по амнистии был освобождён.
Работал в кинотеатре «Звездочка» Ленинграда тапёром. По-прежнему проживал в своей большой квартире в доме № 16 по Надеждинской улице (кв. № 28), но она была уже уплотнена и стала коммунальной, а у него осталось две комнаты: одна для него и его жены, а другая для его матери.
В 1920-е годы, когда в стране проходили изъятия ценностей у церквей в пользу голодающих в Поволжье, пожертвовал Спасо-Преображенскому собору 40 кг столового серебра.
Был вновь арестован 15 января 1931 года и тройкой ПП ОГПУ Ленинградского округа 10 февраля 1931 года осуждён на 5 лет концлагеря; находился в Управлении Карело-Мурманских Исправительно-Трудовых Лагерей.
В начале 1931 года он познакомился с молодой девушкой Марией Андреевной Балинской, жившей в той же коммунальной квартире. Она хотела навестить его в заключении и для этого заявила, что является его женой; 31 июня 1933 года они официально оформили свой брак. В 1933 году его признали нетрудоспособным с запрещением проживать в пределах 100-километровой зоны от Ленинграда; жил он в Боровичах Новгородской области, где работал преподавателем музыки клуба «Красный керамик».
Третий раз был арестован 19 февраля 1938 года. Особой тройкой УНКВД 10 марта 1938 года приговорён по ст. 58-10 к высшей мере наказания и расстрелян в Ленинграде 12 марта 1938 года.
Был реабилитирован 26 сентября 1989 года по статье 1 Указа Президиума Верховного Совета СССР от 16 января 1989 года «О дополнительных мерах по восстановлению справедливости в отношении жертв репрессий 1930-х - начала 1950-х годов».